# Cheilodactylus spectabilis
Cheilodactylus spectabilis — вид окунеподібних риб родини Джакасові (Cheilodactylidae). Це морський вид, що мешкає на коралових рифах біля узбережжя Південної Австралії та Нової Зеландії на глибині до 50 м. Тіло завдовжки до 60 см, риба може жити до 60 років.